# C&Iエンタテインメント
C&Iエンタテインメント株式会社（英: C&I entertainment Inc.）は、映画・PV・TV-CM等映像の企画・制作及びクリエイターのエージェント業務を主な事業とする日本の制作プロダクション。カルチュア・エンタテインメント株式会社の連結子会社。

## 概要
アイ・エム・ジェイのエンタテインメント事業部からIMJエンタテインメントとして独立し、映画の制作などを行ってきた。2011年にアイ・エム・ジェイとは事業のシナジー効果が見込めないとし、カルチュア・コンビニエンス・クラブに株式を譲渡、社名もC&Iエンタテイメントに変更された。社名変更後は配給事業などから撤退している。

## 沿革
- 2000年10月 - アイ・エム・ジェイ内の映像事業部として設立
- 2001年1月 - エンタテインメント事業部に名称変更
- 2003年4月 - 株式会社IMJエンタテインメントとして独立
- 2005年4月 - 連結子会社として株式会社STUDIO SWANを設立
- 2008年2月 - STUDIO SWANを吸収合併
- 2011年6月 - アイ・エム・ジェイが株式をカルチュア・コンビニエンス・クラブに売却し、同社の子会社化。同時に社名をC&Iエンタテインメント株式会社に変更
- 2014年12月 - 組織改編に基づきカルチュア・エンタテインメントの子会社化

## 映画作品

### IMJエンタテインメント
- とらばいゆ
- DRIVE
- 黄泉がえり
- 幸福の鐘
- ジョゼと虎と魚たち
- 死に花
- 恋の門
- 約三十の嘘
- ニライカナイからの手紙
- いぬのえいが
- イン・ザ・プール
- メゾン・ド・ヒミコ
- NANA
  - NANA2
- この胸いっぱいの愛を
- ホールドアップダウン
- 疾走
- 東京ゾンビ
- 東京フレンズ The Movie
- 親指さがし
- ラフ ROUGH
- 黄色い涙
- 眉山
- ヒートアイランド
- 奈緒子
- 砂時計
- DIVE!!
- グーグーだって猫である
- イキガミ
- 蟹工船
- ノーボーイズ,ノークライ
- ゼロの焦点
- 蘇りの血
- 半分の月がのぼる空
- ソラニン
- ダーリンは外国人
- 武士道シックスティーン
- ボックス!
- 雷桜

### STUDIO SWAN
- ただ、君を愛してる
- きみにしか聞こえない
- エクスクロス 魔境伝説
- KIDS
- 死にぞこないの青
- カフーを待ちわびて
- MW-ムウ-
- 女の子ものがたり
- ジーン・ワルツ
- パラダイス・キス

### C&Iエンタテインメント
- ガール
- るろうに剣心
- 人生、いろどり
- のぼうの城
- すーちゃん まいちゃん さわ子さん
- 潔く柔く
- 燦燦-さんさん-
- 黒執事
- がじまる食堂の恋
- シャンティ デイズ 365日、幸せな呼吸
- マエストロ!
- 予告犯
- ピース オブ ケイク
- あやしい彼女
- 四月は君の嘘
- 泣き虫ピエロの結婚式
- ReLIFE
- スパイの妻

## ドラマ

### IMJエンタテインメント
- Sweets Jewel presents Sweet Seventeen Musical
- ヤング ブラック・ジャック

### STUDIO SWAN
- MW-ムウ- 第0章 〜悪魔のゲーム〜
- ブカツ道
- 空にいちばん近い幸せ
- 遠い日のゆくえ
- パラダイス・キス：アフタースクール

### C&Iエンタテインメント
- 八月のラヴソング
- 極北ラプソディ
- 巫女に恋して
- セーラーゾンビ
- アラサーちゃん 無修正
- グーグーだって猫である
  - グーグーだって猫である2
- 夢を与える
- 大江戸事件帖 美味でそうろう
- その「おこだわり」、私にもくれよ!!
- こえ恋
- このマンガがすごい!
- ワンダーハッチ -空飛ぶ竜の島-

## その他作品
- 鑑賞マニュアル 美の壺
- バナフェス!ラジオ
- ぼいすた!
- アニメ『ReLIFE』

## 所属クリエーター
- 犬童一心
- 古厩智之
- 大谷健太郎（パートナーシップ・クリエイター、マネージメントはキューブ。）

## 関連人物
- 樫野孝人 - 創業者
- 大谷健太郎
- 古厩智之